# Sceloenopla balyi
Sceloenopla balyi es una especie de insecto coleóptero de la familia Chrysomelidae. Fue descrita científicamente en 1897 por Grimshaw.